# Global Stratotype Section and Point

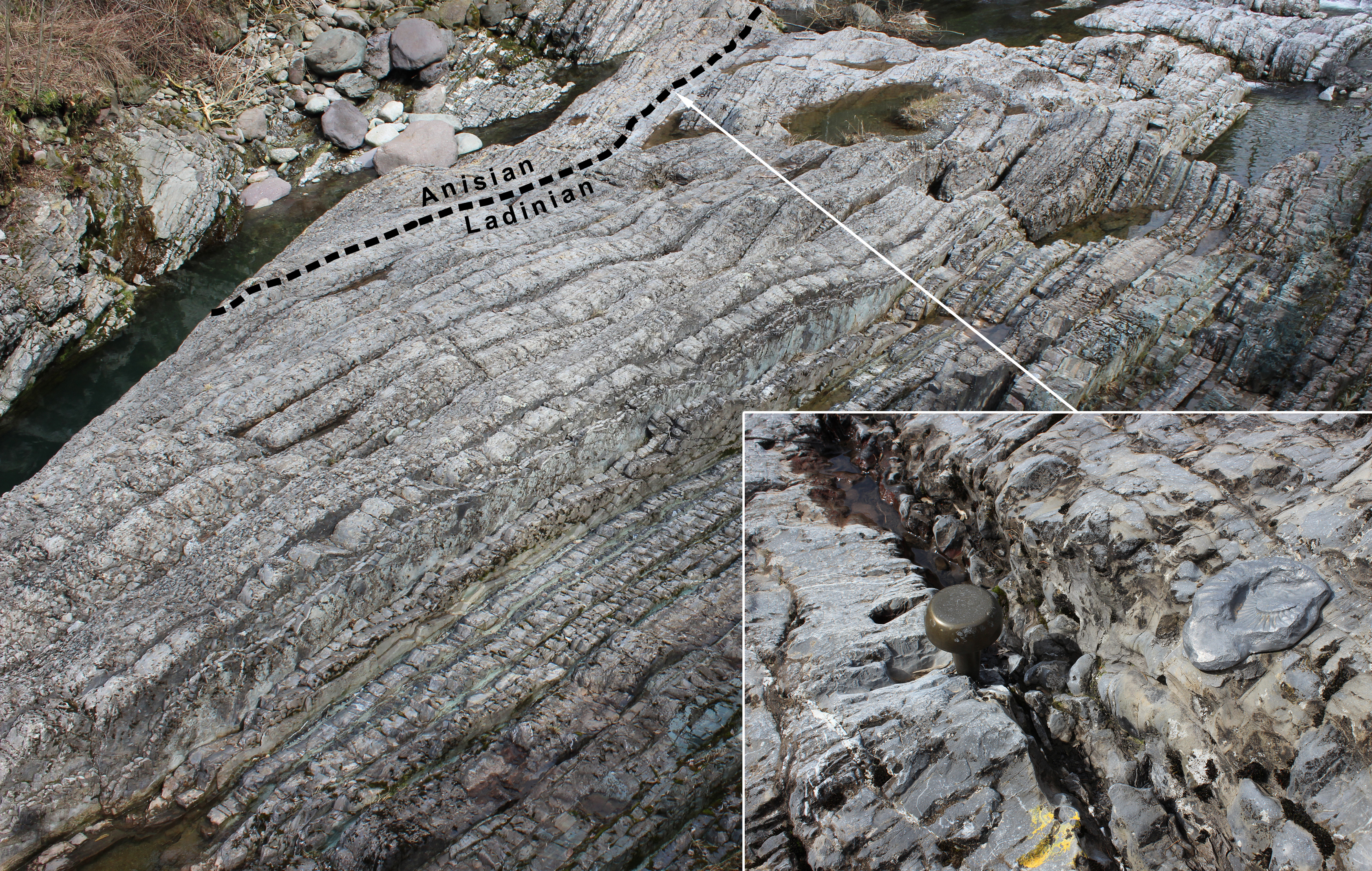
Typlokalität der Anisium-Ladinium-Grenze, ein Kalkstein-Aufschluss bei Bagolino in den italienischen Alpen, rechts unten eine Nahaufnahme des „Golden Spike“.

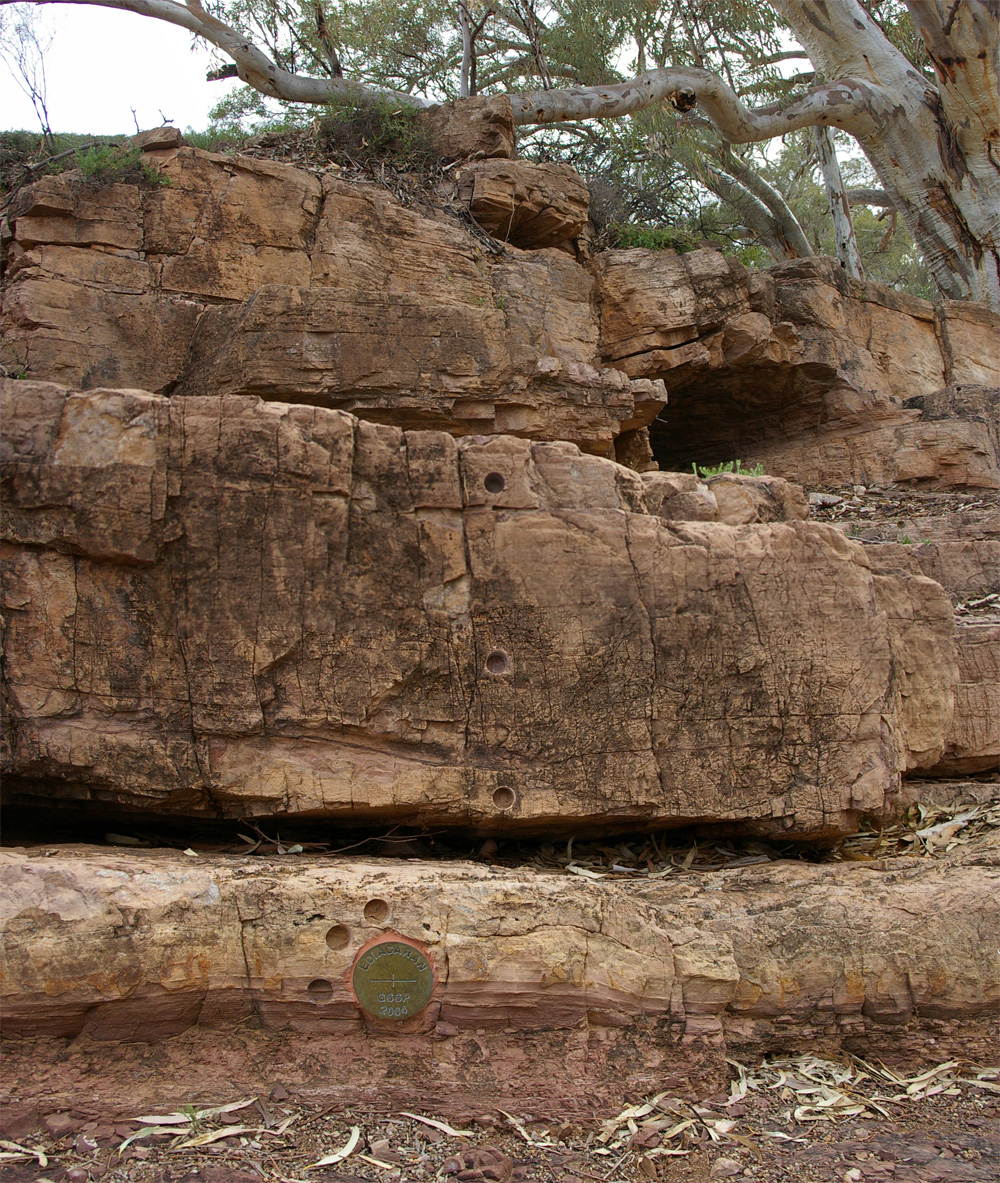
Die Basis des Ediacariums mit dem „Golden Spike“ (unten) in ihrer Typlokalität, ein Dolomit-Aufschluss am Enorama Creek, Flinderskette, Südaustralien

Global Stratotype Section and Point (auch Global Boundary Stratotype Section and Point, wörtlich „Profil und Punkt des weltweiten Grenz-Stratotypus“, kurz GSSP) ist die Bezeichnung für einen geologischen Aufschluss mit marinen Sedimentgesteinen, der als Referenz (Typlokalität) für die Grenze einer chronostratigraphischen Einheit dient. Das geologische Profil des Aufschlusses wird bis ins Detail geologisch untersucht und beschrieben. Die Lage der entsprechenden Grenze im Profil ist meist durch das Erstauftreten eines bestimmten Fossils definiert und im Aufschluss markiert.
Inzwischen existieren mehr als hundert GSSPs (siehe Abschnitt unten: Liste aller GSSPs). Mit Ausnahme des Ediacariums haben bislang nur Einheiten des Phanerozoikums einen GSSP.
Die Festlegung der weltweit gültigen GSSPs geschieht durch die International Commission on Stratigraphy (ICS), eine Unterorganisation der International Union of Geological Sciences (IUGS). Das dabei anzuwendende GSSP-Verfahren ist ebenfalls genau definiert. Es wurde 1976 in der ersten Ausgabe des International Stratigraphic Guide dokumentiert und erstmals 1977 bei der Festlegung der Grenze zwischen den Systemen Silur und Devon am Klonk im zentralen Teil der Böhmischen Masse (heute Tschechien) angewendet.

## Verfahren

### Methodik

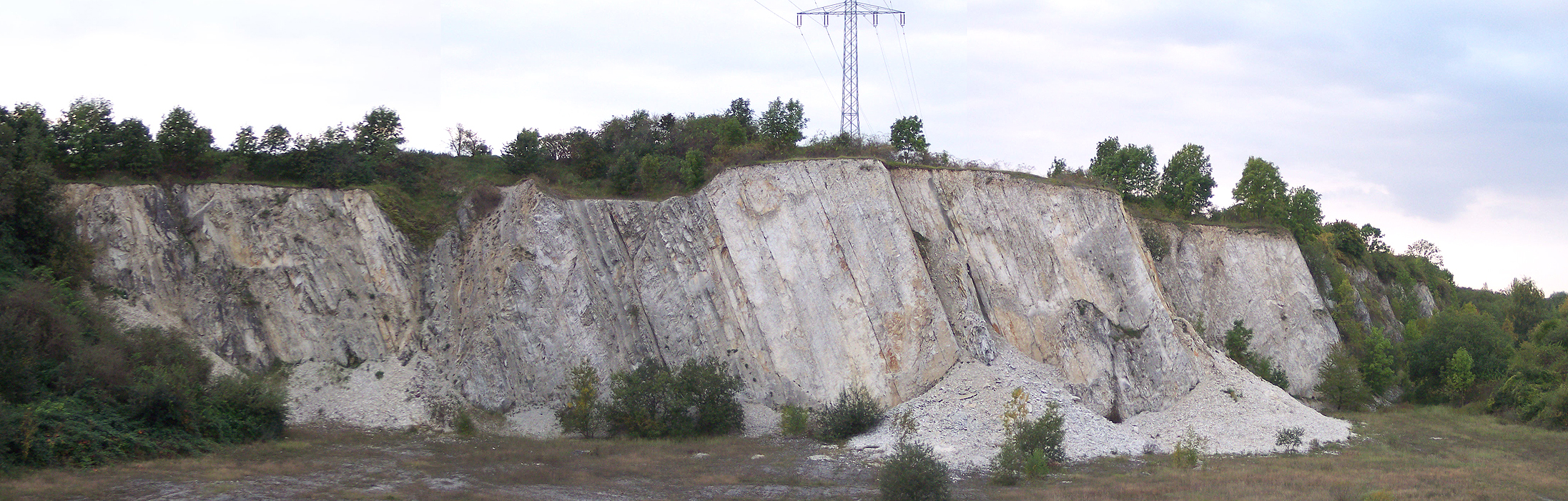
Der Kalksteinbruch Salzgitter-Salder, GSSP des Coniacium

Das GSSP-Verfahren definiert eine chronostratigraphische Einheit durch den Typus (engl. stratotype) und dessen „Fußpunkt“ (engl. point). Der Typus besteht aus einem Referenzprofil (engl. reference section, entsprechend auch Typusprofil, engl. stratotype section, genannt) aus Sedimentgesteinen, in dessen Schichtenfolge eine bestimmte Position als Untergrenze (ebenjener „Fußpunkt“) der Einheit bestimmt wird. Diese Position wird in Anlehnung an das Bild eines großen, markierenden Nagels als Golden Spike bezeichnet. Die meisten Untergrenzen fallen mit dem erstmaligen oder letztmaligen Auftreten einer bestimmten Fossil-Spezies zusammen („biostratigraphische“ Grenzziehung) und/oder sind durch eine paläomagnetische Anomalie gekennzeichnet („magnetostratigraphische“ Grenzziehung) und/oder weisen einen stratigraphischen Marker auf, der eine Klimaanomalie oder einen Klimaumschwung anzeigt („klimatische“ Grenzziehung), wobei unter anderem Isotopenanomalien als Marker dienen. Idealerweise kommt mindestens eines dieser Merkmale weltweit in jeder entsprechend alten Schichtenfolge vor. Die so definierte chronostratigraphische Einheit umfasst alle Gesteine, die zeitlich zwischen dieser Grenze und der Grenze der folgenden, gleichrangigen Einheit gebildet wurden. Ein GSSP wird durch internationale Gremien wie der International Commission of Stratigraphy nach einem intensiven Auswahlverfahren festgelegt und wird im Sinne einer eindeutigen inhaltlichen Bezeichnung der chronostratigraphischen Einheiten von quasi allen Geowissenschaftlern akzeptiert.

### Vorteile
Gegenüber anderen Verfahren (z. B. ausschließlich mittels der Biostratigraphie oder durch ein geochronologisches absolutes Alter) hat diese Art der Festlegung einer chronostratigraphischen Einheit einige Vorteile: Es ist objektiv in der Art, dass es auf eine oder mehrere unveränderliche und objektive Eigenschaften des Referenzprofils verweist. Subjektiv bleibt alleine die Übertragung dieser Eigenschaften auf Vorkommen abseits des Referenzprofils. Mit dem Fortschreiten der Erkenntnis in unabhängigen Hilfsdisziplinen, wie z. B. der Eventstratigraphie, ist eine weitere Präzisierung der Identifikation dieser Grenze in anderen Aufschlüssen möglich. Auch lassen sich dazu heute nicht bekannte, zukünftige Verfahren nutzen.
Das GSSP-Verfahren definiert direkt weder ein absolutes Alter noch ein absolutes Zeitintervall. Eine direkte absolutzeitliche Definition einer chronostratigraphischen Einheit ist auch deshalb nicht sinnvoll, weil die Methoden der relativen Datierung derzeit gegenüber den radiometrischen Verfahren der Altersbestimmung ein vielfach höheres Auflösungsvermögen besitzen, nicht zuletzt weil nur bestimmte Schichten bzw. Gesteinskörper überhaupt radiometrisch datiert werden können. Im Zuge der Anwendung verbesserter absoluter Datierungsverfahren ist es deshalb hin und wieder nötig, dass der absolute Alterswert der Grenze einer bestimmten chronostratigraphischen Einheit korrigiert werden muss (in der Regel um einige hunderttausend bis wenige Millionen Jahre, mit fallender Tendenz).

### Anforderungen
Obwohl ein solcher GSSP sich in jedem beliebigen Profil im Prinzip an einer beliebigen Position definieren lässt, erfüllt ein guter, im Auswahlverfahren mehrheitsfähiger GSSP bestimmte Anforderungen. Er
- ist im Umfeld des „golden spike“ möglichst frei von Sedimentationslücken
- befindet sich in einer stratigraphischen Position, die möglichst mit einem leicht erkennbaren und weltweit verfolgbaren Marker zusammenfällt
- bietet eine Fülle von zusätzlichen für die Korrelation nutzbaren Informationen (im Idealfall multiple biostratigraphische sowie magneto- und isotopenstratigraphische Marker)
- ist für wissenschaftliche Untersuchungen verfügbar und zugänglich
- untersteht einem gewissen Schutz und ist dadurch langfristig im Bestand gesichert
- bildet möglichst eine historisch etablierte Grenzposition ab

### Revision
Ein einmal ausgewählter und ratifizierter GSSP gilt prinzipiell als unveränderlich, sowohl geographisch als auch stratigraphisch. So kann eine neue Lokalität nur dann ausgewählt werden, wenn der ursprüngliche GSSP zerstört wurde oder dauerhaft nicht mehr zugänglich ist. Ein Umsetzen des „golden spike“ im Referenzprofil kann in Ausnahmefällen vorgenommen werden, „wenn Forschungsergebnisse, die nach der Einrichtung eines GSSP erzielt wurden, dies erforderlich machen,“ jedoch erst nach einer Sperrfrist von mindestens 10 Jahren. Tatsächlich besteht bei einigen GSSPs aktuell Revisionsbedarf, da nachfolgende Untersuchungen des Profils erbrachten, dass die ursprüngliche Grenzziehung nicht optimal war (in den untenstehenden Tabellen durch rote Schrift in der Spalte „Definitionsmerkmale“ gekennzeichnet).

## Liste aller GSSPs
- Karte mit allen Koordinaten:
- OSM |
- WikiMap

### Känozoikum

#### Quartär
| Serie       | Serie          | Serie | Serie |
| Stufe       | Alter          | Ort des GSSP Geographische Koordinaten                                                                                       | Definitionsmerkmale |
| Holozän     | Holozän        | Holozän | Holozän |
| ----------- | -------------- | --- | --- |
| Holozän     | 11784 ± 69 a † | Eiskern-2 des North Greenland Ice Core Project (NGRIP), Grönland (siehe → GSSP Pleistozän/Holozän) 75° 6′ 0″ N, 42° 19′ 0″ W | - Klimatisch: Ende der Jüngeren Dryas (Stadial). - Fußpunkt: 1492,45-m-Marke auf dem Kern NGRIP2 |
| Pleistozän  |                | | |
| „Tarantium“ | 126 ka         | Bohrung Flughafen Schiphol, Amsterdam, Niederlande. Ratifizierung noch ausstehend 52° 22′ 45″ N, 4° 54′ 52″ O                | - Klimatisch: Beginn des Eem-Interglazials. - Bio-/Eventstratigraphisch: starke Zunahme von Birken in der Pollenüberlieferung - Fußpunkt: 63,5-m-Marke auf dem Kern der Bohrung Flughafen Schiphol („Amsterdam Terminal“)                      |
| „Ionium“    | 781 ka         | noch keine Kandidaten in der näheren Auswahl                                                                                 | - Magnetostratigraphisch: Brunhes-Matuyama-Magnetumkehr. |
| Calabrium   | 1,806 Ma       | Vrica, Kalabrien, Italien (siehe → GSSP Gelasium/Calabrium) 39° 2′ 19″ N, 17° 8′ 5″ O                                        | - Magnetostratigraphisch: 3–6 m oberhalb der magnetischen Polaritäts-Chronozone C2n (Olduvai). - Fußpunkt: Basis von marinem Tonstein über der Sapropel-Schicht „e“.                                                                           |
| Gelasium    | 2,588 Ma       | Monte San Nicola, Sizilien, Italien (siehe → GSSP Pliozän/Pleistozän) 37° 8′ 49″ N, 14° 12′ 13″ O                            | - Magnetostratigraphisch: 1 m oberhalb der Basis der magnetischen Polaritäts-Chronozone C2r (Matuyama). - Klimatisch: Innerhalb der marinen Sauerstoff-Isotopenstufe 103. - Fußpunkt: Basis einer Mergelschicht lagernd auf Sapropel MPRS 250. |

#### Neogen
| Serie        | Serie      | Serie | Serie |
| Stufe        | Alter (Ma) | Ort des GSSP Geographische Koordinaten                                                                                | Definitionsmerkmale |
| Pliozän      | Pliozän    | Pliozän | Pliozän |
| ------------ | ---------- | --- | --- |
| Piacenzium   | 3,600      | Punta Piccola, bei Porto Empedocle, Sizilien, Italien (siehe → GSSP Zancleum/Piacenzium) 37° 17′ 20″ N, 13° 29′ 36″ O | - Magnetostratigraphisch: Basis der magnetischen Polaritäts-Chronozone C2An (Gauß). - Fußpunkt: Basis einer beigefarbenen Mergelschicht des MPRS 347. |
| Zancleum     | 5,333      | Eraclea Minoa, bei Cattolica Eraclea, Sizilien, Italien 37° 23′ 30″ N, 13° 16′ 50″ O                                  | - Magnetostratigraphisch: 5 Präzessionszyklen (entspr. 96 ka) unterhalb der Basis des Thvera-Ereignisses (C3n.4n). - Fußpunkt: Basis der Trubi-Formation, entspricht Insolationszyklus 510. |
| Miozän       |            | | |
| Messinium    | 7,246      | Oued Akrech, Rabat, Marokko 33° 56′ 13″ N, 6° 48′ 45″ W                                                               | - Biostratigraphisch: Erstes regelmäßiges Auftreten von Globorotalia miotumida (planktonische Foraminifere). - Biostratigraphisch: Erstes Auftreten von Amaurolithus delicatus (kalkiges Nannofossil). - Magnetostratigraphisch: In der magnetischen Polaritäts-Chronozone C3Br.1r. - Fußpunkt: Basis einer rötlichen Schicht des Sedimentationszyklus Nr. 15. |
| Tortonium    | 11,63      | Strand von Monte dei Corvi, bei Ancona, Italien 43° 35′ 12″ N, 13° 34′ 10″ O                                          | - Biostratigraphisch: Letztes regelmäßiges Auftreten von Discoaster kugleri (kalkiges Nannofossil). - Magnetostratigraphisch: In der normal polarisierten Chronozone C5r.2n - Fußpunkt: Mittelpunkt der Sapropelschicht 76. |
| Serravallium | 13,82      | Profil von Ras il Pellegrin, Bucht von Fomm Ir-Rih, Westküste von Malta 35° 54′ 50″ N, 14° 20′ 10″ O                  | - Klimatisch: Sauerstoff-Isotopenstufe Mi3b (globale Abkühlungsepisode). - Biostratigraphisch: Nahe dem letzten Auftreten von Sphenolithus heteromorphus (kalkiges Nannofossil). - Fußpunkt: Formationsgrenze zwischen dem Globigerina-Kalk und der Blue-Clay-Formation.                                                                                       |
| Langhium     | 15,97      | potenzielle Kandidaten sind ein Bohrkern des ODP und die Lokalität Moria La Vedova in Italien                         | - Biostratigraphisch: Nahe dem ersten Auftreten von Praeorbulina glomerosa (planktonische Foraminifere). - Magnetostratigraphisch: Spitze der magnetischen Polaritäts-Chronozone C5Cn.1n. - Fußpunkt: unbestimmt |
| Burdigalium  | 20,44      | potenzieller Kandidat ist ein Bohrkern des ODP                                                                        | - Biostratigraphisch: Nahe dem ersten Auftreten von Globigerinoides altiaperturus (planktonische Foraminifere). - Magnetostratigraphisch: Nahe der Spitze der magnetischen Polaritäts-Chronozone C6An. - Fußpunkt: unbestimmt |
| Aquitanium   | 23,03      | Lemme-Carrosio, Provinz Alessandria, Italien 44° 39′ 32″ N, 8° 50′ 11″ O                                              | - Magnetostratigraphisch: Basis der magnetischen Polaritäts-Chronozone C6Cn.2n. - Biostratigraphisch: Erstes Auftreten von Paragloborotalia kugleri (planktonische Foraminifere). - Fußpunkt: 35 m unterhalb der Oberkante des Profils. |

#### Paläogen
| Serie      | Serie    | Serie                                                                                           | Serie |
| Stufe      | Alter    | Ort des GSSP Geographische Koordinaten                                                          | Definitionsmerkmale |
| Oligozän   | Oligozän | Oligozän                                                                                        | Oligozän |
| ---------- | -------- | ----------------------------------------------------------------------------------------------- | --- |
| Chattium   | 28,1     | Südosthang des Monte Cagnero bei Urbania, Umbrien-Marken, Italien 43° 38′ 48″ N, 12° 28′ 4″ O   | - Biostratigraphisch: letztes relativ häufiges Auftreten (highest common occurence, HCO) der planktonischen Foraminifere Chiloguembelina cubensis - Biostratigraphisch: letztes Auftreten (highest occurence, HO) des Coccolithen Sphenolithus predistentus (am Monte Cagnero 1 m unterhalb des HCO von C. cubensis) - Biostratigraphisch: HCO des Coccolithen Sphenolithus distentus (am Monte Cagnero 4 m oberhalb des HCO von C. cubensis) - Klimatisch: Häufigkeitsintervall der kaltwasseranzeigenden Dinoflagellatencyste Svalbardella cooksoniae (am Monte Cagnero zwischen den Profilmetern 201 bis 208, was innerhalb der Polaritäts-Chronozone C9n liegt) - Fußpunkt: Profilmeter 197, 30 cm unterhalb einer 40 cm mächtigen Kalksteinbank, die in der Mitte eines 7 m mächtigen, mergeligen Intervalls herauswittert |
| Rupelium   | 33,9     | Massignano, bei Ancona, Italien 43° 31′ 58″ N, 13° 36′ 4″ O                                     | - Biostratigraphisch: Aussterben von Hantkenina und Cribrohantkenina (Foraminiferen). - Fußpunkt: Basis einer 0,5 m dicken grünlich-grauen Mergelschicht 19 m oberhalb der Basis des Profils. |
| Eozän      |          |                                                                                                 | |
| Priabonium | 37,8     | Alano-Profil an der Piave, Belluno, Italien, noch nicht entscheiden                             | - Biostratigraphisch: Nahe dem ersten Auftreten von Chiasmolithus oamaruensis (kalkiges Nannofossil). - Fußpunkt: unbestimmt |
| Bartonium  | 41,2     | Autobahnanschnitt bei Contessa in der Nähe von Gubbio, Apennin, Italien, noch nicht entschieden | - Biostratigraphisch: Nahe dem Aussterben von Reticulofenestra reticulata (kalkiges Nannofossil). - Fußpunkt: unbestimmt |
| Lutetium   | 47,8     | Gorrondatxe-Kliff, spanisches Baskenland 43° 22′ 46″ N, 3° 0′ 52″ W                             | - Biostratigraphisch: Letztes Auftreten von Blackites inflatus (kalkiges Nannofossil). - Magnetostratigraphisch: Mitte der magnetischen Polaritäts-Chronozone C21r. - Fußpunkt: dunkle Mergellage bei Profilmeter 167,85 |
| Ypresium   | 56,0     | Dababiya, Luxor, Ägypten 25° 30′ 0″ N, 32° 31′ 52″ O                                            | - Klimatisch: Basis der negativen Kohlenstoffisotop-Abweichung (CIE) → Paläozän/Eozän-Temperaturmaximum - Fußpunkt: Basis von Schicht 1 im Subprofil DBH. |
| Paläozän   |          |                                                                                                 | |
| Thanetium  | 59,2     | Zumaia-Profil, spanisches Baskenland 43° 18′ 2″ N, 2° 15′ 34″ W                                 | - Magnetostratigraphisch: Basis der magnetischen Polaritäts-Chronozone C26n. - Fußpunkt: 30,5 m über der Basis der Itzurun-Formation. |
| Seelandium | 61,6     | Zumaia-Profil, spanisches Baskenland 43° 18′ 2″ N, 2° 15′ 34″ W                                 | - Klimatisch: Beginn einer Verschiebung der Kohlenstoffisotope und Meeresspiegelabfall. - Fußpunkt: Basis der roten Mergel der Itzurun-Formation. |
| Danium     | 66,0     | Oued Djerfane, westlich von El Kef, Tunesien 36° 9′ 13″ N, 8° 38′ 55″ O                         | - hohe Iridium-Konzentration in Verbindung mit einem Massenaussterben. - Fußpunkt: Rötliche Schicht an der Basis eines 50 cm mächtigen, dunklen Grenztons. |

### Mesozoikum

#### Kreide
| Serie         | Serie        | Serie | Serie |
| Stufe         | Alter (Ma)   | Ort des GSSP Geographische Koordinaten | Definitionsmerkmale |
| Obere Kreide  | Obere Kreide | Obere Kreide | Obere Kreide |
| ------------- | ------------ | --- | --- |
| Maastrichtium | 72,1 ± 0,2   | Tercis-les-Bains, Landes, Frankreich 43° 40′ 46″ N, 1° 6′ 48″ W                                                                                     | - Biostratigraphisch: Erstes Auftreten von Pachydiscus neubergicus (Ammonit). - Fußpunkt: „Level“ 115.2 auf „Plattform“ IV im Steinbruch Tercis-les-Bains §                                          |
| Campanium     | 83,6 ± 0,2   | potenzielle Kandidaten sind Lokalitäten in England und Texas                                                                                        | - Biostratigraphisch: Aussterben von Marsupites testudinarius (Crinoide). - Fußpunkt: unbestimmt |
| Santonium     | 86,3 ± 0,5   | Olazagutia, Navarra, Spanien 42° 52′ 0″ N, 2° 11′ 48″ W                                                                                             | - Biostratigraphisch: Erstes Auftreten von Platyceramus undulatoplicatus (inoceramide Muschel). - Fußpunkt: Profilmeter 94,4 im Steinbruch Cantera de Margas                                         |
| Coniacium     | 89,8 ± 0,3   | Kalksteinbruch Salzgitter-Salder, Deutschland 52° 7′ 28″ N, 10° 19′ 46″ O                                                                           | - Biostratigraphisch: Erstes Auftreten von Cremnoceramus deformis erectus (inoceramide Muschel). - Fußpunkt: Basis von Schicht 46 der im Steinbruch aufgeschlossenen Schichtenfolge                  |
| Turonium      | 93,9         | Rock Canyon bei Pueblo, Colorado, USA 38° 16′ 56″ N, 104° 43′ 39″ W                                                                                 | - Biostratigraphisch: Erstes Auftreten von Watinoceras devonense (Ammonit). - Fußpunkt: Basis von Schicht 86 der Bridge-Creek-Kalkstein-Subformation                                                 |
| Cenomanium    | 100,5        | Mont Risou, Hautes-Alpes, Frankreich 44° 23′ 33″ N, 5° 30′ 43″ O                                                                                    | - Biostratigraphisch: Erstes Auftreten von Rotalipora globotruncanoides (planktonische Foraminifere) - Fußpunkt: 36 m unterhalb des oberen Abschlusses der Marnes-Bleues-Formation                   |
| Untere Kreide |              | | |
| Albium        | ≈ 113,0      | potenzielle Kandidaten sind Lokalitäten in Südost-Frankreich                                                                                        | - potenzielle Marker sind das Erstauftreten von Praediscosphaera columnata (kalkiges Nannofossil), eine Kohlenstoffisotopanomalie („Schwarzschiefer-Episode“) und ein Ammonit - Fußpunkt: unbestimmt |
| Aptium        | ≈ 125,0      | Gorgo a Cerbara bei Piobbico, Marken, Italien. Entscheidung noch ausstehend                                                                         | - Magnetostratigraphisch: Basis der magnetischen Polaritäts-Chronozone M0r. - Biostratigraphisch: Nahe der Basis der Paradeshayesites oglanlensis-Ammonitenzone. - Fußpunkt: unbestimmt              |
| Barremium     | ≈ 129,4      | Río Argos bei Caravaca de la Cruz, Murcia (Region), Spanien. Entscheidung noch ausstehend                                                           | - Biostratigraphisch: Erstes Auftreten der Spitidiscus hugii / Spitidiscus vandeckii-Gruppe (Ammoniten). - Fußpunkt: unbestimmt                                                                      |
| Hauterivium   | ≈ 132,9      | La Charce, Drôme, Frankreich. Entscheidung noch ausstehend                                                                                          | - Biostratigraphisch: Erstes Auftreten der Gattung Acanthodiscus (Ammonit), speziell der Art A. radiatus. - Fußpunkt: unbestimmt                                                                     |
| Valanginium   | ≈ 139,8      | aussichtsreichste Kandidaten sind eine Lokalität bei Montbrun-les-Bains (Drôme, Frankreich) und Cañada Luenga in der Betischen Kordillere (Spanien) | - Biostratigraphisch: Erstes Auftreten von Calpionellites darderi (Calpionellide). - Biostratigraphisch: Erstes Auftreten von „Thurmanniceras“ pertransiens (Ammonit). - Fußpunkt: unbestimmt        |
| Berriasium    | ≈ 145,0      | noch keine Kandidaten in der näheren Auswahl | - potenzielle Marker sind die Basis der magnetischen Polaritäts-Chronozone M18r, die Basis der Calpionelliden-Zone B und das Erstauftreten von Berriasella jacobi (Ammonit). - Fußpunkt: unbestimmt  |

#### Jura
| Serie          | Serie       | Serie                                                                                               | Serie |
| Stufe          | Alter       | Ort des GSSP Geographische Koordinaten                                                              | Definitionsmerkmale |
| Oberer Jura    | Oberer Jura | Oberer Jura                                                                                         | Oberer Jura |
| -------------- | ----------- | --------------------------------------------------------------------------------------------------- | --- |
| Tithonium      | 152,1 ± 0,9 | potenzielle Kandidaten sind Mont Crussol oder Canjuers (Südost-Frankreich) oder Fornazzo (Sizilien) | - Biostratigraphisch: Nahe dem ersten Auftreten von Hybonoticeras hybonotum (Ammonit). - Biostratigraphisch: Erstes Auftreten der Gattung Gravesia (Ammonit). - Magnetostratigraphisch: Basis der magnetischen Polaritäts-Chronozone M22An.                                                                                              |
| Kimmeridgium   | 157,3 ± 1,0 | Flodigarry an der Staffin Bay, Insel Skye, Schottland, Entscheidung noch ausstehend                 | - Biostratigraphisch: Basis der Pictonia baylei-Ammonitenzone. |
| Oxfordium      | 163,5 ± 1,0 | potenzielle Kandidaten sind Redcliff Point (Dorset, England) und Savouron (Provence, Frankreich)    | - Biostratigraphisch: Cardioceras redcliffense-Horizont an der Basis der Cardioceras scarburgense-Subzone der Quenstedtoceras mariae-Ammonitenzone. - Fußpunkt: unbestimmt |
| Mittlerer Jura |             | | |
| Callovium      | 166,1 ± 1,2 | potenzielle Kandidaten sind Pfeffingen auf der Schwäbischen Alb und russische Lokalitäten           | - Biostratigraphisch: Erstes Auftreten der Gattung Kepplerites (Ammonit). - Fußpunkt: unbestimmt |
| Bathonium      | 168,3 ± 1,3 | Bas-Auran-Areal, Alpes-de-Haute-Provence, Frankreich 43° 57′ 38″ N, 6° 18′ 55″ O                    | - Biostratigraphisch: Erstes Auftreten von Gonolkites convergens (Ammonit). - Fußpunkt: Basis der Kalksteinbank RB071 des Ravin-du-Bès-Profils |
| Bajocium       | 170,3 ± 1,4 | Cabo Mondego, Portugal 40° 11′ 57″ N, 8° 54′ 15″ W                                                  | - Biostratigraphisch: Erstes Auftreten der Gattung Hyperlioceras (Ammonit). - Fußpunkt: Basis der Schicht AB 11 des Murtinheira-Profils. |
| Aalenium       | 174,1 ± 1,0 | Fuentelsaz, Spanien 41° 4′ 50″ N, 1° 50′ 0″ W                                                       | - Biostratigraphisch: Erstes Auftreten der Gattung Leioceras (Ammonit). - Fußpunkt: Basis der Schicht FZ 107. |
| Unterer Jura   |             | | |
| Toarcium       | 182,7 ± 0,7 | Peniche-Profil, Leiria, Portugal 39° 22′ 15″ N, 9° 23′ 7″ W                                         | - Biostratigraphisch: Erstauftreten von Dactylioceras (Eodactylites) simplex und/oder Auftreten von D. (E.) pseudocommune und/oder D. (E.) polymorphum als Repräsentanten des unteren Teils der polymorphum-Ammonitenzone. - Fußpunkt: Basis der Schicht 15e an der Ponta do Trovão („Couches de passage“ der höchsten Lemede-Formation) |
| Pliensbachium  | 190,8 ± 1,0 | Wine Haven, Robin Hood’s Bay, Yorkshire, Vereinigtes Königreich 54° 24′ 25″ N, 0° 29′ 51″ W         | - Biostratigraphisch: Auftreten von Bifericeras donovani zusammen mit der Gattung Apoderoceras (Ammoniten). - Fußpunkt: Basis von Schicht 73b |
| Sinemurium     | 199,3 ± 0,3 | East Quantoxhead, West Somerset, Vereinigtes Königreich 51° 11′ 27″ N, 3° 14′ 11″ W                 | - Biostratigraphisch: Erstes Auftreten der Gattungen Vermiceras und Metophioceras (Ammoniten). - Fußpunkt: 0,90 m über der Basis von Schicht 145 |
| Hettangium     | 201,3 ± 0,2 | Kuhjoch, Tirol, Österreich 47° 29′ 2″ N, 11° 31′ 50″ O                                              | - Biostratigraphisch: Erstes Auftreten von Psiloceras spelae (erste nachgewiesene Art der Psiloceras-Ammoniten-Gruppe). - Biostratigraphisch: Erstauftreten von Praegubkinella turgescens (Foraminifere) - Fußpunkt: 5,80 m oberhalb des oberen Abschlusses der Kössen-Formation                                                         |

#### Trias
| Serie          | Serie         | Serie | Serie |
| Stufe          | Alter         | Ort des GSSP Geographische Koordinaten                                                                             | Definitionsmerkmale |
| Obere Trias    | Obere Trias   | Obere Trias | Obere Trias |
| -------------- | ------------- | --- | --- |
| Rhaetium       | ≈ 208,5       | potenzielle Kandidaten sind Lokalitäten in Österreich, British Columbia (Kanada) und der Türkei                    | - Biostratigraphisch: Nahe dem ersten Auftreten der Gattung Cochloceras (Ammonit). - Biostratigraphisch: Nahe dem ersten Auftreten von Misikella spp. und Epigondolella mosheri (Conodonten). - Biostratigraphisch: Nahe dem ersten Auftreten von Proparvicingula moniliformis (Radiolarie). - Fußpunkt: unbestimmt |
| Norium         | ≈ 227         | potenzielle Kandidaten sind Black Bear Ridge (British Columbia, Kanada) und der Pizzo Mondello (Sizilien, Italien) | - Biostratigraphisch: Basis der Stikinoceras kerri-Ammonitenzone - Biostratigraphisch: Nahe dem Erscheinen von Metapolygnathus echinatus in der M. communisti-Conodontenzone - Fußpunkt: unbestimmt |
| Karnium        | ≈ 237         | Prati di Stuores, Dolomiten, Italien. 46° 31′ 37″ N, 11° 55′ 49″ O                                                 | - Biostratigraphisch: Erstauftreten von Daxatina canadensis (Ammonit). - Biostratigraphisch: Unmittelbar unterhalb dem ersten Auftreten von Paragondolella polygnathiformis (Conodont). - Magnetostratigraphisch: Basis der magnetischen Polaritäts-Chronozone S2n. - Fußpunkt: Basis der mergeligen Kalksteinschicht SW4, 45 m oberhalb der Basis der San-Cassiano-Formation. |
| Mittlere Trias |               | | |
| Ladinium       | ≈ 242         | Bagolino, Provinz Brescia, Italien 45° 49′ 10″ N, 10° 28′ 15″ O                                                    | - Biostratigraphisch: Erstauftreten von Eoprotrachyceras curionii (Basis der E. curionii-Ammonitenzone). - Fußpunkt: Basis einer 15–20 cm mächtigen Kalksteinlage, die auf eine deutlich ausgeprägte Schichtfuge (die sogenannte Chiesense groove, gebildet von einer Lage aus Kalkstein-Knollen in einer tonigen Matrix) folgt. |
| Anisium        | 247,2         | Aussichtsreichster Kandidat ist Deşli Caira im rumänischen Teil der Dobrudscha.                                    | - potenzielle Marker sind das Erstauftreten von Chiosella timorensis (Conodont) und die Basis der magnetischen Polaritäts-Chronozone MT1n. - Fußpunkt: unbestimmt |
| Untere Trias   |               | | |
| Olenekium      | 251,2         | Muth, Himachal Pradesh, Indien. Noch nicht ratifiziert 31° 57′ 55″ N, 78° 1′ 29″ O                                 | - Biostratigraphisch: Erstes Auftreten von Neospathodus waageni (Conodont). - Biostratigraphisch: Unmittelbar oberhalb der Rohillites rohilla-Ammonitenzone. - Biostratigraphisch: Unmittelbar unterhalb des frühsten Auftretens der Gattungen Flemingites und Euflemingites (Ammoniten). - Sonstige: Innerhalb einer positiven C-13-Anomalie, unmittelbar oberhalb einer weithin nachweisbaren Sequenzgrenze - Fußpunkt: Basis von Schicht 13A-2 in Profil M04 (in ≈ 4000 m Höhe), etwa 4,8 m oberhalb der Basis der Mikin-Formation. |
| Indusium       | 252,17 ± 0,06 | Meishan, Changxing, Zhejiang, China 31° 4′ 47″ N, 119° 42′ 21″ O                                                   | - Biostratigraphisch: Erstes Auftreten von Hindeodus parvus (Conodont). - Fußpunkt: Basis von Schicht 27c im Profil Meishan D. |

### Paläozoikum

#### Perm
| Serie         | Serie         | Serie                                                                             | Serie |
| Stufe         | Alter         | Ort des GSSP Geographische Koordinaten                                            | Definitionsmerkmale |
| Lopingium     | Lopingium     | Lopingium                                                                         | Lopingium |
| ------------- | ------------- | --------------------------------------------------------------------------------- | --- |
| Changhsingium | 254,14 ± 0,07 | Meishan, Changxing, Zhejiang, China 31° 4′ 55″ N, 119° 42′ 23″ O                  | - Biostratigraphisch: Nahe dem ersten Auftreten von Clarkina wangi (Conodont). - Fußpunkt: Basis von Schicht 4a-2, 88 cm oberhalb der Basis der Changxing-Kalke innerhalb des Profils Meishan D.                          |
| Wuchiapingium | 259,8 ± 0,4   | Penglaitan, Guangxi, China 23° 41′ 43″ N, 109° 19′ 16″ O                          | - Biostratigraphisch: Erstes Auftreten von Clarkina postbitteri postbitteri (Conodont). - Fußpunkt: Basis von Schicht 6k im Penglaitan-Profil.                                                                            |
| Guadalupium   |               |                                                                                   | |
| Capitanium    | 265,1 ± 0,4   | Nipple Hill, Guadalupe Mountains, Texas, USA 31° 54′ 33″ N, 104° 47′ 21″ W        | - Biostratigraphisch: Erstes Auftreten von Jinogondolella postserrata (Conodont). - Fußpunkt: 4,5 m über der Basis des aufgeschlossenen Profils der Pinery-Kalkstein-Subformation der Bell-Canyon-Formation.              |
| Wordium       | 268,8 ± 0,5   | Guadalupe Pass, Guadalupe Mountains, Texas, USA 31° 51′ 57″ N, 104° 49′ 58″ W     | - Biostratigraphisch: Erstes Auftreten von Jinogondolella aserrata (Conodont). - Fußpunkt: 7,6 m über der Basis des aufgeschlossenen Getaway-Ledge-Profils der Getaway-Kalkstein-Subformation der Cherry-Canyon-Formation |
| Roadium       | 272,3 ± 0,5   | Stratotype Canyon, Guadalupe Mountains, Texas, USA 31° 52′ 36″ N, 104° 52′ 37″ W  | - Biostratigraphisch: Erstes Auftreten von Jinogondolella nanginkensis (Conodont). - Fußpunkt: 42,7 m oberhalb der Basis der Cutoff-Formation.                                                                            |
| Cisuralium    |               |                                                                                   | |
| Kungurium     | 283,5 ± 0,6   | potenzielle Kandidaten sind Lokalitäten im südlichen Ural                         | - Biostratigraphisch: Nahe dem ersten Auftreten von Neostreptognathus pnevi und N. exculptus (Conodont). - Fußpunkt: unbestimmt                                                                                           |
| Artinskium    | 290,1 ± 0,26  | potenzielle Kandidaten sind Lokalitäten im südlichen Ural                         | - Biostratigraphisch: Erstes Auftreten von Sweetognathus whitei (Conodont). - Fußpunkt: unbestimmt |
| Sakmarium     | 295,0 ± 0,18  | aussichtsreicher Kandidat ist eine Lokalität bei Kondurowski (Orenburg, Russland) | - Biostratigraphisch: Nahe dem ersten Auftreten von Sweetognathus merrelli (Conodont). - Fußpunkt: unbestimmt |
| Asselium      | 298,9 ± 0,15  | Aidaralash-Tal, südlicher Ural, Kasachstan 50° 14′ 45″ N, 57° 53′ 29″ O           | - Biostratigraphisch: Erstes Auftreten des Morphotyps Streptognathodus isolatus innerhalb der Chronokline Streptognathodus „wabaunsensis“ (Conodont). - Fußpunkt: 27 m über der Basis von Schicht 19.                     |

#### Karbon
| Serie         | Serie         | Serie | Serie |
| Stufe         | Alter         | Ort des GSSP Geographische Koordinaten | Definitionsmerkmale |
| Pennsylvanium | Pennsylvanium | Pennsylvanium | Pennsylvanium |
| ------------- | ------------- | --- | --- |
| Gzhelium      | 303,7 ± 0,1   | potenzielle Kandidaten sind Usolka im südlichen Ural (Russland) und Lokalitäten in der Guizhou-Provinz (China)                                                                              | - Biostratigraphisch: Erstes Auftreten von Idiognathodus simulator (s. str.) (Conodont). - Fußpunkt: unbestimmt                                                                                                 |
| Kasimovium    | 307,0 ± 0,1   | potenzielle Kandidaten sind Naqing (Luodian, Guizhou, China) und Lokalitäten im Moskauer Becken (Russland)                                                                                  | - potenzieller Marker ist das Erstauftreten einer noch festzulegenden Art der Gattung Idiognathus (Conodont) - Fußpunkt: unbestimmt                                                                             |
| Moskovium     | 315,2 ± 0,2   | potenzielle Kandidaten sind Naqing (Guizhou, China) und Lokalitäten im südlichen Ural (Russland)                                                                                            | - potenzieller Marker ist das Erstauftreten einer noch festzulegenden Conodonten-Art - Fußpunkt: unbestimmt |
| Bashkirium    | 323.2 ± 0,4   | Arrow Canyon, Nevada, USA 36° 44′ 0″ N, 114° 46′ 40″ W | - Biostratigraphisch: Erstes Auftreten von Declinognathodus nodiliferus (Conodont). - Fußpunkt: 82,9 m über dem oberen Abschluss der Battleship-Formation innerhalb der unteren Bird-Spring-Formation.          |
| Mississippium |               | | |
| Serpukhovium  | 330,9 ± 0,2   | aussichtsreichste Kandidaten sind die Tiefwasserkarbonat-Abfolgen von Naqing (Guizhou, China) und Werchnjaja Kardailowka im südlichen Ural (Russland), Entscheidung nicht vor 2018 erwartet | - Biostratigraphisch: Erstes Vorkommen des Conodonten Lochriea ziegleri - Fußpunkt: unbestimmt |
| Viséum        | 346,7 ± 0,4   | Pengchong, Liuzhou, Guangxi, China 24° 26′ 0″ N, 109° 27′ 0″ O | - Biostratigraphisch: Erstes Auftreten der benthischen Foraminifere Eoparastaffella simplex. - Fußpunkt: Basis von Schicht 83 im Pengchong-Profil.                                                              |
| Tournaisium   | 358,9 ± 0,4   | La Serre südlich von Cabrières, Montagne Noire, Hérault, Frankreich 43° 33′ 20″ N, 3° 21′ 26″ O                                                                                             | - Biostratigraphisch (unpräzise): Erstauftreten von Siphonodella sulcata (Conodont), das nachfolgend jedoch deutlich unterhalb des Fußpunktes festgestellt wurde - Fußpunkt: Basis von Schicht 89 in Graben E′. |

#### Devon
| Serie      | Serie       | Serie                                                                                  | Serie |
| Stufe      | Alter       | Ort des GSSP Geographische Koordinaten                                                 | Definitionsmerkmale |
| Oberdevon  | Oberdevon   | Oberdevon                                                                              | Oberdevon |
| ---------- | ----------- | -------------------------------------------------------------------------------------- | --- |
| Famennium  | 372,2 ± 1,6 | Steinbruch von Coumiac, Montagne Noire, Frankreich 43° 27′ 41″ N, 3° 2′ 25″ O          | - Biostratigraphisch: Erstes Auftreten von Palmatolepis triangularis (Conodont). - Biostratigraphisch: Oberes Kellwasser-Ereignis: Aussterben der Conodontengattungen Ancyrodella und Ozarkodina und der Goniatitenfamilien Gephuroceratidae und Beloceratidae. - Fußpunkt: Basis von Schicht 32a. |
| Frasnium   | 382,7 ± 1,6 | Col du Puech de la Suque, Montagne Noire, Frankreich 43° 30′ 11″ N, 3° 5′ 13″ O        | - Biostratigraphisch: Erstes Auftreten von Ancyrodella rotundiloba (Conodont). - Fußpunkt: Basis von Schicht 42' im Profil E. |
| Mittleres  |             |                                                                                        | |
| Givetium   | 387,7 ± 0,8 | Jebel Mech Irdane, Tafilalt, Marokko 31° 14′ 15″ N, 4° 21′ 15″ W                       | - Biostratigraphisch: Erstes Auftreten von Polygnathus hemiansatus (Conodont). - Fußpunkt: Basis von Schicht 123. |
| Eifelium   | 393,3 ± 1,2 | Wetteldorfer Richtschnitt, Eifel, Deutschland 50° 8′ 59″ N, 6° 28′ 18″ O               | - Biostratigraphisch: Erstes Auftreten von Polygnathus costatus partitus (Conodont). - Fußpunkt: 21,25 m über der Basis des freigelegten Profils und direkt unterhalb der Bentonitschicht Horologium II.                                                                                           |
| Unterdevon |             |                                                                                        | |
| Emsium     | 407,6 ± 2,6 | Zinzil'ban-Schlucht, Usbekistan 39° 12′ 0″ N, 67° 18′ 20″ O                            | - Biostratigraphisch: Erstes Auftreten von Polygnathus kitabicus (Conodont). - Fußpunkt: Basis von Schicht 9/5. |
| Pragium    | 410,8 ± 2,8 | Steinbruch Valká Chuchle, Prag, Tschechien 50° 0′ 53″ N, 14° 22′ 21″ O                 | - Biostratigraphisch: Erstes Auftreten von Eognathodus sulcatus sulcatus (Conodont). - Fußpunkt: Basis von Schicht 12. |
| Lochkovium | 419,2 ± 3,2 | Steinbruch Klonk, nahe Suchomasty, Okres Beroun, Tschechien 49° 54′ 3″ N, 14° 3′ 43″ O | - Biostratigraphisch: Erstes Auftreten von Monograptus uniformis (Graptolith). - Fußpunkt: innerhalb von Schicht 20 |

#### Silur
| Serie        | Serie       | Serie                                                                                  | Serie |
| Stufe        | Alter       | Ort des GSSP Geographische Koordinaten                                                 | Definitionsmerkmale |
| Pridolium    | Pridolium   | Pridolium                                                                              | Pridolium |
| ------------ | ----------- | -------------------------------------------------------------------------------------- | --- |
| Pridolium    | 423,0 ± 2,3 | Pozáry-Profil, Prag, Tschechien 50° 1′ 40″ N, 14° 19′ 30″ O                            | - Biostratigraphisch: Erstes Auftreten von Monograptus parultimus (Graptolith). - Fußpunkt: innerhalb von Schicht 96. |
| Ludlow       |             |                                                                                        | |
| Ludfordium   | 425,6 ± 0,9 | Sunnyhill, Ludlow, Vereinigtes Königreich 52° 21′ 33″ N, 2° 46′ 38″ W                  | - Biostratigraphisch (unpräzise): nahe der Basis der Saetograptus leintwardinensis-Graptolithenzone. - Fußpunkt: an der Basis der Leintwardine-Formation.                                                                                     |
| Gorstium     | 427,4 ± 0,5 | Pitch Coppice, Ludlow, Vereinigtes Königreich 52° 21′ 33″ N, 2° 46′ 38″ W              | - Biostratigraphisch: Erstes Auftreten von Saetograptus (Colonograptus) varians (Graptolith). - Fußpunkt: an der Basis der Lower-Elton-Formation.                                                                                             |
| Wenlock      |             |                                                                                        | |
| Homerium     | 430,5 ± 0,7 | Sheinton Brook, Homer, Vereinigtes Königreich 52° 36′ 56″ N, 2° 33′ 53″ W              | - Biostratigraphisch: Erstes Auftreten von Cyrtograptus lundgreni (Graptolith). - Fußpunkt: innerhalb des oberen Teils der Apedale-Subformation der Coalbrookdale-Formation                                                                   |
| Sheinwoodium | 433,4 ± 0,8 | Hughley Brook, Apedale, Vereinigtes Königreich 52° 34′ 52″ N, 2° 38′ 20″ W             | - Biostratigraphisch: ursprünglich die Basis der Cyrtograptus centrifugus-Graptolithenzone, die aber nicht (mehr) mit dem GSSP übereinstimmt; Neudefinition soll auf Basis von Conodonten erfolgen. - Fußpunkt: Basis der Buildwas-Formation. |
| Llandovery   |             |                                                                                        | |
| Telychium    | 438,5 ± 1,1 | Cefn-cerig-Road-Profil, Llandovery, Vereinigtes Königreich 51° 58′ 12″ N, 3° 47′ 24″ W | - Biostratigraphisch: Knapp oberhalb des letzten Auftretens von Eocoelia intermedia und unterhalb des ersten Auftretens von Eocoelia curtisi (Brachiopoden). - Fußpunkt: innerhalb der Wormwood-Formation.                                    |
| Aeronium     | 440,8 ± 1,2 | Trefawr-Track-Profil, Llandovery, Vereinigtes Königreich 52° 1′ 48″ N, 3° 42′ 0″ W     | - Biostratigraphisch: Erstes Auftreten von Monograptus austerus sequens (Graptolith). - Fußpunkt: innerhalb der Trefawar-Formation. |
| Rhuddanium   | 443,8 ± 1,5 | Dob's Linn, Moffat, Vereinigtes Königreich 55° 26′ 24″ N, 3° 16′ 12″ W                 | - Biostratigraphisch: Erstes Auftreten von Akidograptus ascensus (Graptolith). - Fußpunkt: 1,6 m über der Basis der Birkhill-Shale-Formation.                                                                                                 |

#### Ordovizium
| Serie                | Serie             | Serie                                                                                | Serie |
| Stufe                | Alter             | Ort des GSSP Geographische Koordinaten                                               | Definitionsmerkmale |
| Oberes Ordovizium    | Oberes Ordovizium | Oberes Ordovizium                                                                    | Oberes Ordovizium |
| -------------------- | ----------------- | ------------------------------------------------------------------------------------ | --- |
| Hirnantium           | 445,2 ± 1,4       | Wangjiawan, Yichang, Hubei, China 30° 58′ 56″ N, 111° 25′ 10″ O                      | - Biostratigraphisch: Erstes Auftreten von Normalograptus extraordinarius (Graptolith). - Fußpunkt: 0,39 m unterhalb der Basis der Kuanyinchiao-Bank.            |
| Katium               | 453,0 ± 0,7       | Black Knob Ridge, Atoka, Oklahoma, USA 34° 25′ 50″ N, 96° 4′ 28″ W                   | - Biostratigraphisch: Erstes Auftreten von Diplacanthograptus caudatus (Graptolith). - Fußpunkt: 4 m oberhalb der Basis des Bigfork-Cherts.                      |
| Sandbium             | 458,4 ± 0,9       | Sularp Brook, Skåne län, Schweden 55° 42′ 49″ N, 13° 19′ 32″ O                       | - Biostratigraphisch: Erstes Auftreten von Nemagraptus gracilis (Graptolith). - Fußpunkt: 1,4 m unter einem Phosphorit-Leithorizont im Aufschluss E14b.          |
| Mittleres Ordovizium |                   |                                                                                      | |
| Darriwilium          | 467,3 ± 1,1       | Huangnitang, Changshan, Zhejiang, China 28° 51′ 14″ N, 118° 29′ 23″ O                | - Biostratigraphisch: Erstes Auftreten von Undulograptus austrodentatus (Graptolith). - Fußpunkt: Basis von Schicht AEP 184.                                     |
| Dapingium            | 470,0 ± 1,4       | Huanghuachang-Straßenaufschluss, Yichang, Hubei, China 30° 51′ 38″ N, 111° 22′ 27″ O | - Biostratigraphisch: Erstes Auftreten von Baltoniodus triangularis (Conodont). - Fußpunkt: 10,57 m über der Basis der Dawan-Formation.                          |
| Unteres Ordovizium   |                   |                                                                                      | |
| Floium               | 477,7 ± 1,4       | Diabasbrottet-Steinbruch, Västergötland, Schweden 58° 21′ 32″ N, 12° 30′ 9″ O        | - Biostratigraphisch: Tiefstes Auftreten von Tetragraptus approximatus (Graptolith). - Fußpunkt: Im unteren Tøyen-Schiefer, 2,1 m über der Spitze des Kambriums. |
| Tremadocium          | 485,4 ± 1,9       | Green Point, Neufundland, Kanada 49° 40′ 58″ N, 57° 57′ 55″ W                        | - Biostratigraphisch: Erstes Auftreten von Iapetognathus fluctivagus (Conodont). - Fußpunkt: Auf 101,8 m Höhe, innerhalb von Schicht 23, im gemessenen Profil.   |

#### Kambrium
| Serie        | Serie       | Serie                                                                         | Serie |
| Stufe        | Alter       | Ort des GSSP Geographische Koordinaten                                        | Definitionsmerkmale |
| Furongium    | Furongium   | Furongium                                                                     | Furongium |
| ------------ | ----------- | ----------------------------------------------------------------------------- | --- |
| 10. Stufe    | ≈ 489,5     | aussichtsreichster Kandidat ist Duibian (Zhejiang, China)                     | - Biostratigraphisch: Erstes Auftreten von Lotagnostus americanus (Trilobit). - Fußpunkt: unbestimmt |
| Jiangshanium | ≈ 494       | Profil Duibian B, Zhejiang, China 28° 48′ 58″ N, 118° 36′ 54″ O               | - Biostratigraphisch: Erstes Auftreten von Agnostotes orientalis und Irvingella angustilimbata (Trilobiten). - Fußpunkt: bei Profilmeter 28,2 |
| Paibium      | ≈ 497       | Paibi, Huayuan, Hunan, China 28° 23′ 22″ N, 109° 31′ 32″ O                    | - Biostratigraphisch: Erstes Auftreten des agnostoiden Glyptagnostus reticulatus (Trilobit). - Klimatisch: Fällt zusammen mit der Basis der Steptoean-Anomalie (SPICE), einer positiven Kohlenstoffisotopenanomalie. - Fußpunkt: bei Profilmeter 396 in der Huaqiao-Formation |
| Miaolingium  |             |                                                                               | |
| Guzhangium   | ≈ 500,5     | Luoyixi, Guzhang, Hunan, China 28° 43′ 12″ N, 109° 57′ 53″ O                  | - Biostratigraphisch: Erstes Auftreten von Lejopyge laevigata (Trilobit). - Fußpunkt: 121,3 m oberhalb der Basis der Huaqiao-Formation |
| Drumium      | ≈ 504,5     | „Stratotype Ridge“, Drum Mountains, Utah, USA 39° 30′ 42″ N, 112° 59′ 29″ W   | - Biostratigraphisch: Erstes Auftreten von Ptychagnostus atavus (Trilobit). - Fußpunkt: 62 m oberhalb der Basis des Wheeler Shale |
| Wuliuum      | ≈ 509       | Wuliu-Zengjiayan-Profil, Jianhe, Guizhou, China 26° 44′ 51″ N, 108° 24′ 50″ O | - Biostratigraphisch: Erstes Auftreten von Oryctocephalus indicus (Trilobit) - Fußpunkt: 52,8 m oberhalb der Basis der Kaili-Formation |
| 2. Serie     |             |                                                                               | |
| 4. Stufe     | ≈ 514       | noch keine Kandidaten in der näheren Auswahl                                  | - Biostratigraphisch: Erstes Auftreten der Trilobiten Olenellus oder Redlichia. - Fußpunkt: unbestimmt |
| 3. Stufe     | ≈ 521       | noch keine Kandidaten in der näheren Auswahl                                  | - Biostratigraphisch: Erstes Auftreten von Trilobiten (Überfamilie Fallotaspidoidea) |
| Terreneuvium |             |                                                                               | |
| 2. Stufe     | ≈ 529       | noch keine Kandidaten in der näheren Auswahl                                  | - potenzielle Indexfossilien sind Small Shelly Fossils oder Archaeocyathiden - Fußpunkt: unbestimmt |
| Fortunium    | 541,0 ± 1,0 | Fortune Head, Neufundland, Kanada 47° 4′ 34″ N, 55° 49′ 52″ W                 | - Biostratigraphisch (unpräzise): Erstes Auftreten von Trichophycus pedum (Spurenfossil), jedoch ist T. pedum nachfolgend noch ca. 4,5 m unterhalb des Fußpunktes nachgewiesen worden. - Fußpunkt: 2,4 m oberhalb der Basis der Subformation 2 der Chapel-Island-Formation    |

### Neoproterozoikum
| System     | Alter (Ma) | Ort des GSSP                                               | Geographische Koordinaten    | Definitionsmerkmale |
| ---------- | ---------- | ---------------------------------------------------------- | ---------------------------- | --- |
| Ediacarium | ≈ 635      | Enorama-Creek-Profil in der Flinderskette, South Australia | 31° 19′ 53″ S, 138° 38′ 0″ O | - Klimatisch: rascher Rückzug der marinoischen Eisschilde und Einsetzen von Karbonatsedimentation (sogenannte „Deckkarbonate“, engl. cap carbonates), damit verbunden ein auffälliges Muster aus lang anhaltenden Kohlenstoffisotopenanomalien - Fußpunkt: Basis des Deckkarbonats der Nuccaleena-Formation |
| Cryogenium | 720        | noch keine Kandidaten in der näheren Auswahl               | –                            | - Klimatisch: erste Vereisung nach der 750-Ma-Zeitmarke, zurzeit aber noch durch ein GSSA (d. h. rein chronometrisch) definiert. |
| Tonium     | 1000       | noch keine Kandidaten in der näheren Auswahl               | –                            | - zurzeit noch definiert durch ein GSSA |